# Sofronij (Kitajev)
Sofronij (světským jménem: Vitalij Alexandrovič Kitajev; * 29. listopadu 1978, Věrchnij Žirim) je ruský duchovní Ruské pravoslavné církve a emeritní biskup gubkinský a grajvoronský.

## Život
Narodil se 29. listopadu 1978 ve vesnici Věrchnij Žirim Burjatska.
Roku 1996 nastoupil na Bělgorodský duchovní seminář. Během studia se účastnil misijních expedicí v Jakutsku.
Dne 5. dubna 2001 postřižen na monacha se jménem Sofronij na počest svatého Sofronije (Kristalevského).
Dne 7. dubna 2001 byl rukopoložen na jerodiákona a 12. dubna na jeromonacha.
Stal se blagočinným chrámu svatého Innokentija Moskevského a ekonomem Bělgorodského duchovního semináře.
Roku 2004 dokončil dálkové studium na Kyjevské duchovní akademii.
Roku 2010 byl povýšen na igumena a 31. května byl ustanoven představeným Cholkovského monastýru.
Dne 4. dubna 2011 mu bylo uděleno právo nosit epigonation.
Dne 7. června 2012 jej Svatý synod zvolil biskupem gubkinským a grajvoronským. Dne 9. června byl povýšen na archimandritu a 6. července byl oficiálně jmenován biskupem. Biskupská chirotonie proběhla 22. července 2012. Hlavním světitelem byl patriarcha moskevský a celé Rusi Kirill. Dne 15. května 2025 byl Svatým synodem penzionován a jako místo pobytu mu byl určen Sanaksarský monastýr.